# Promachus promiscuus
Promachus promiscuus là một loài ruồi trong họ Asilidae. Promachus promiscuus được Hobby miêu tả năm 1936.